# 護られなかった者たちへ
『護られなかった者たちへ』（まもられなかったものたちへ）は、中山七里の長編推理小説。宮城県警シリーズの第1作。
『河北新報』など全国14紙に2016年2月から2017年9月に連載、2018年1月25日にNHK出版より単行本が発売された。2021年7月21日には宝島社より文庫本が発売され、巻末には中山と映画版の監督を務めた瀬々敬久の対談が収録された。東日本大震災後の復興が進む仙台で発生した連続殺人事件を巡り、日本の生活保護制度の欠陥に迫る社会派ミステリ。
2021年に映画版が公開。

## 執筆背景
2017年12月の時点で受給している世帯が全国で164万世帯あるという生活保護の実像を描いた社会派ミステリー。宮城県警捜査一課の刑事である笘篠誠一郎と、元模範囚の利根勝久、2人の目線で物語は並行して進展していく。
出版社側から、仙台を舞台にした物語を書いてほしいというオーダーがあったため、テーマはすぐに決まったという。そのうえで著者の中山は、国が予算のために生活保護受給者の調整や申請を却下する〈水際作戦〉や、受給する側の〈不正受給〉など生活保護の実態について「人並みには怒ってますよ」とは述べつつも、本作は決してそれを主張するためのものではなく、様々な問題を知ったうえで、役所側の職業倫理や公私の葛藤についても考えられるよう配慮し、2016年1月から執筆を開始した。また、天才ピアニストや悪徳弁護士など特異な人物が登場する作品を書くことが多いなか、本作では市井の人々の絶望と喜びを描く必要があったため、登場するキャラクターは全て“普通の人”に設定された。そして、「事件の犯人はわかっても、物語の犯人は読み終えた後も誰にもわからない、現時点での最高傑作です！」と自負する。

## あらすじ
東日本大震災から4年後、仙台市内のアパートで、両手を拘束されたうえ四肢や口をガムテープで塞がれ、餓死した状態の遺体が発見された。被害者の名は三雲忠勝。福祉保健事務所の人間だということがわかり、金銭に手がつけられていなかったことから怨恨の線で捜査が始められたが、身辺を洗っても、職場でも家庭でも三雲のことを悪く言う者は誰もいなかった。しかしそれから4日後、今度は宮城県議会議員の城之内猛留が公園近くの森の中にある農機具小屋の中で遺体で発見される。遺体の状態は記者クラブにも流していない共通項が多く、十中八九同一人物によるものだと判断された。城之内にも公私ともに悪い噂すら見つからなかったため、犯人は善人や人格者に照準を定めていると考えた捜査本部は、前科者や精神科に通院歴がある者からあたるよう指示するが、宮城県捜査一課所属の笘篠誠一郎は2人に必ず何か共通点があるはずだと考える。そして城之内が議員になる前は厚労省の公務員であり、三雲と城之内が塩釜福祉事務所で2年間、同じ時期に職員として働いていたことをつきとめる。
笘篠とそのパートナー・蓮田は、三雲の部下である円山菅夫に話を聞いたり、福祉事務所の仕事の1つであるケースワーカー業務に同行して生活保護受給者たちと接触し、行政側が真っ当な対応をしていても逆恨みされていることがあることを知る。そして2人は捜査対象を三雲と城之内が勤務している期間に生活保護申請を却下された者や、受給していながらケースワーカーの報告で打ち切られた者にしぼり、塩釜福祉保健事務所からその対象者のリストが入ったUSBと資料をなんとか手に入れる。そして2年間で700件近くあった該当者の中で、不服申し立てを含み申請が複数回に及ぶ者や事務所関係者とトラブルがあったものに絞ったところ、4人の容疑者が浮上する。4人に順に話を聞きに行った笘篠と蓮田は、職場や家庭では善人とされている三雲と城之内が、生活保護の申請を却下された者たちからすると、蛇蝎のように忌み嫌われているということを知ったが、4人の中に犯人はいなかった。しかし筋読みに間違いはないと感じた笘篠は、最後まで資料を出すことを渋っていた塩釜福祉保健事務所の生活支援班所属の支倉がUSBを改竄していた可能性に思い当たる。そして支倉を追及して改竄の事実を認めさせ、改めて削除された3件を検証すると、それらは全て却下理由が「資産調査が不十分（申請者自身が己の生活が困窮状態であると証明できなかった）」という微妙なもので、却下決定後に窓口担当とトラブルを起こしていた案件だった。その中で、遠島けいという人物の場合は本人ではなく知人男性が乗り込んできて、三雲と城之内に怪我をさせた挙句に建物に火を放ったと知った笘篠と蓮田は、その知人男性・利根勝久こそが犯人ではないかとにらむ。
現在の利根の行方を調べると、模範囚だったため8年で仮出所が決まり、三雲が連絡を絶った日の1週間前に出所したばかりだった。笘篠と蓮田は利根の保護司である櫛谷貞三の元を訪れ、そこから利根が出所してから密に連絡をとっていた五代良則という現在は名簿屋をやっている男にいきあたる。利根のことを心配していた五代は独自のルートで、利根が三雲らを殴った本当の動機、そして最後に利根が狙っている男…かつて三雲と城之内の上司だった上崎岳大がもうすぐフィリピンから帰国することをつきとめていた。しかし200人の捜査員が空港を張る中、現れた利根は、「俺は上崎を護ろうとしていたんだ」という予想外の言葉を口にする。そして、笘篠はどうしても行かせてほしいと懇願する利根を連れ、塩釜にあるかつて遠島けいが住んでいた長屋に行き、事件の真相を知る。

## 登場人物

### 警察関係者
笘篠 誠一郎（とましの せいいちろう）
宮城県警捜査一課に配属されて10年の刑事。以前は気仙沼署の強行犯係にいた。20年連れ添った女房と、40過ぎに授かった一人息子と一軒家に住んでいたが、2011年3月の震災の津波で亡くして（死体は見つかっておらず、死亡届もまだ提出していない）からは、官舎で一人暮らしをしている。
蓮田（はすだ）
捜査一課に配属されて2年目の笘篠のパートナー。中学から体育会系のため、タテ社会に従順。既婚者で官舎に住んでおり、幼稚園に通う長男がいる。
唐沢（からさわ）
検視官。三雲と城之内の検視を担当し、犯人にとんでもない憎悪を感じると笘篠に提言する。
飯田（いいだ）
仙台中央署の強行犯係所属。笘篠とは前の合同捜査で顔馴染み。笘篠より2つ年下で気さくな男。
東雲（しののめ）
宮城県警の管理官。
仁藤（にとう）
塩釜署所属。8年前の利根に関する資料を、嫌な顔もせず探してくれる。

### 被害者および関係者
三雲 忠勝（みくも ただかつ）
仙台市青葉区福祉保健事務所保護第一課課長。昭和43年8月6日生まれ。生活保護法に熟知し、実務にも長け、専門知識と業務に明るい人間で生き字引のような男。慎重な性格で、度が過ぎるほどのお人好し。
震災で兄夫婦と甥2人を失ったが、20年以上前に結婚し、家計を一任する妻の尚美（なおみ）と、現在は東京の化粧品会社に勤務する23歳の娘は無事だった。
沢見（さわみ）
三雲の同僚で、最後に三雲を目撃した男。生活保護申請の窓口担当だが、相談にのっているというより相手を見下す口調になってしまう。
円山 菅生（まるやま すがお）
三雲の部下。現在は主にケースワーカー業務に携わる。職務には忠実で、不正受給が疑われる場合は毅然とした態度で打ち切りを決めることもあるが、本当は必要な状況にもかかわらず恥や外聞で受給をしぶる者にはなんとか保護を受けさせようと躍起になる。
楢崎（ならざき）
仙台市青葉区福祉保健事務所の所長で三雲の上司。50がらみ。三雲とは一緒に働いて2年だが、「あれほど思いやりのある人間に会ったことがない」と、三雲の人間性を大絶賛している。
城之内 猛留（じょうのうち たける）
宮城県議会議員。政治家には珍しく黒い噂が皆無で、後輩議員にも尊敬する者が多い人物。
青葉区庚申町の瀟洒な一軒家に住み、妻の美佐（みさ）とは結婚して30年以上経つが、プライベートでも一度も浮いた話がなく、仕事仲間からは一穴主義と陰口を叩かれるほどの堅物。
上崎 岳大（かみさき たけひろ）
65歳。8年前は塩釜福祉保健事務所で所長として働いていた。数年前に妻を亡くし現在は独身。所長を退任後は天下りで小さな団体の名誉職をつとめ、「宮城セレブリティ倶楽部」という団体に所属。買春ツアーなどをあっせんしていた。

### 利根勝久とその関係者
利根 勝久（とね かつひさ）
昭和60年1月28日生まれの30歳。出稼ぎに行ったまま音信不通で父親は物心ついたころからおらず、母親は高校を卒業するころに男を作って出て行ったため、愛情を知らずに育った。
執行猶予がついたため実刑にはならなかったが、過去にヤクザの須藤を意識がなくなるまで殴打したことで逮捕されたことがある。22歳だった2007年12月8日、塩釜福祉保健事務所で窓口業務に従事していた三雲忠勝（当時33歳）に殴りかかり、全治2週間の怪我を負わせたうえ、同日深夜に塩釜福祉事務所庁舎の裏手に放火。現住建造物等放火罪で起訴され、検察から懲役10年を求刑される。動機については「知人である遠島けいの生活保護受給の件でむしゃくしゃしていました」としか語らず、弁護士も情状酌量を訴えるだけで積極的な弁護をしなかったため、求刑通りの懲役10年の判決がくだり、控訴はせずに服役する。刑務所では旋盤技術を磨き、機械加工技能士二級に合格した。
櫛谷 貞三（くしたに ていぞう）
利根の保護司。警察OBで退官後、しばらく地区の民生委員を務めてのち、保護司として10年以上のキャリアがある。笑った顔は好々爺。女房には先立たれ、築年数の経過した建売住宅に1人で住む。
坂巻（さかまき）
坂巻鉄工所の所長。櫛谷の人格に惚れて信頼しているため、頼まれて利根の面接をするが、利根の前科の内容を聞き、態度を変える。
碓井（うすい）
利根の現勤務先・港湾労働「大牧建設」の現場監督。利根が前科持ちなのは知っている。50がらみのごま塩頭で、顔は温厚。言葉遣いと態度は悪いが、妙にさばけたところがあり、作業員の信頼を勝ち得ている。
五代 良則（ごだい よしのり）
利根が刑務所の中で知り合った男。36歳。良くいえば陽気、悪く言えば軽佻浮薄。細面に理知的な目をしている。元ヤクザで前科は詐欺罪。不思議とウマが合ったため、利根より先に出所した後、〈エンパイア・リサーチ代表〉と書かれた名刺を利根に送り付ける。調査会社と謳っているが、実情は社員にデータを持ち出させて売買する名簿屋。
過去
須藤（すどう）
ヤクザ。行きつけの定食屋で利根と隣り合って殴り合いになった。
遠島 けい（とおしま けい）
80を過ぎていると思われる老婆。顔中に深いしわが走り、眼窩は落ち窪んでいる。息子夫婦がいたが、車の事故で孫と一緒に亡くなった。6つ違いの弟がいるが、20年近く没交渉。元看護師だが、規定を満たす就労期間ではなかったため年金はもらえず、貯金を切り崩す切り詰めた生活をしているが、楽天的なのか逞しいのか、いつも気力が漲っている。都合が悪くなるとそっぽを向く。
須藤にお礼参りをされ、気を失い倒れた利根を助け、家に連れて帰り、ご飯を食べさせる。
カンちゃん
遠島けいの3軒隣りに住む近所の男の子。母親・久仁子（くにこ）の夜の仕事が終わるのが遅いため、遠島けいの家に預けられている。童顔で背も低いため小学生に見えるが、実は中学生。本名は最後まで明かされなかった。
登坂（とさか）
利根が働いていたトサカ鉄工所の人情派社長。暴力沙汰を起こした利根を辞めさせようともせず、裁判にも足を運んだ。面倒見はいいが、経営者には向かない。
神楽（かぐら）
60歳前後で温和な笑顔が印象的な男だが、実は地元暴力団の下部組織。トサカ鉄工所に低金利で融資したが、その後トサカ常務取締役の座におさまり、外部から次々を連中を招き入れ、登坂から経営権を奪う。

### 生活保護関係者
沓沢（くつざわ）
60代の頭頂部にわずかに白髪が残った男。ハローワークにも通っているが、就職できないと生活保護を申請するために仙台市青葉区福祉保健事務所を訪れる。父親の遺産相続問題で揉めたため、兄弟とは縁を切っている。仕事をやめるまでは女房と子供もいた。
渡嘉敷 秀子（とかしき ひでこ）
生活保護受給者。秋穂（あきほ）という娘と2人で仙台第三雇用促進住宅宿舎（通称室山団地）C棟705号室に住む。41歳だが、化粧っけもなく目も落ち窪んでいるため、50代に見える。役所に内緒でスーパーサクライ岩切店で3か月も前からパートを始めており、そのお金で娘を塾に通わせていた。
国枝 恵二（くにえだ けいじ）
生活保護受給者。短髪の小男。ヤクザから足を洗い、生活福祉団体の職員を伴い、利き腕が動かないという医師の診断書を持参して生活保護を申請したが、実はヤクザ構成員のまま。ベンツC180ブルーエフィシェンシーアバンギャルドを購入しているとして、市民から通報された。女房と子供がいる。
佐々木（ささき）
老婆。ビル清掃の仕事を2か月前にやめさせられ、唯一の身寄りだった息子夫婦も津波で流され、電気も止められているにもかかわらず、人聞きが悪い、人様の税金から出してもらうなんて迷惑だと生活保護受給を渋る。
市川 まつ江（いちかわ まつえ）
74歳。塩釜市北浜在住。歩行するにも覚束ない足取り。
過去、生活保護申請書の6枚綴りの書類の書き方がわからないと訴えたにもかかわらず、「記入例の通りに書いてください」の一点張りだった三雲から、結局書類不備で却下され、その後何度も窓口に行ったところ、最後には警察を呼ばれた。
瀬能 瑛助（せのう えいすけ）
54歳。塩釜市本町在住。若いころに事故で足首を負傷し、片足が不自由で力仕事ができない。空き缶を拾って生計を立てている。
過去、障害年金ももらえず、勤めていた会社からもリストラされたため、恥をしのんで生活保護の申請に行ったが、三雲に「生活に困窮されているのでしたら、その証明さえできれば申請は通ります」と悪魔の証明を求められたうえ、書類不備で却下された。
郡司 典正（ぐんじ のりまさ）
60歳。塩釜市尾島長在住。三雲が死んだ時は栄養失調と気管支炎で入院していた。
過去、自営していた製紙工場がつぶれ、生活保護の申請に行ったが、資産調査が全て終了しないと申請できないと三雲に見下すような目で言われたあげく、複数の口座と銀行に照会するのに時間がかかり、「金融機関からの協力が得られない以上、調査の継続は困難」と申請却下された。
高松 義男（たかまつ よしお）
かつて生活保護を申請しようとした高松ひで子の次男。
過去、ひでこが生活保護申請に行ったにもかかわらず、10年以上前に東京へ行って音信不通の3つ上の兄の照会がとれない限り申請は受け付けられないと難癖をつけられ、受給できないうちに体調を崩して死んでしまったため、三雲を恨んで抗議しに行った。
自身は福島市内の建売住宅に妻と子供2人の4人家族で暮らしているが、共稼ぎでも生活は楽ではないため、ひで子の扶養照会書には母親を扶養できない旨を記載した。

### その他
支倉（はせくら）
塩釜福祉保健事務所の生活支援班の職員。笘篠と蓮田から、三雲が班長、城之内が受付担当者として勤務していた期間のことを調べるよう依頼されるが、非協力的。
寺山 公望（てらやま きんもち）
三雲の遺体が見つかった仙台市若林区荒川香取のアパート〈日の出荘〉の家主。80歳前後で、仙台空襲も経験している。
多恵（たえ）
寺山のアパート前を散歩コースにしている老婆。何かにつけて寺山に文句を言うクレーマー。
五味（ごみ）
仙台市内で農業を営む男。電気柵のバッテリーを交換しようと農機具小屋に行ったところ、中で城之内猛留の遺体を発見した。

## 書誌情報
- 単行本：護られなかった者たちへ（2018年1月25日発売、NHK出版、ISBN 978-4-14-005694-3）
- 文庫本：護られなかった者たちへ（2021年7月21日発売、宝島社文庫、ISBN 978-4-299-00633-2）[4]

## 映画
監督は瀬々敬久、主演は佐藤健で、時代設定は東日本大震災から9年後に変更されている。当初は東日本大震災から10年の節目を控えた2020年冬に公開予定と発表されていたが、公開日が2021年10月1日に延期された。公開初週土日2日間で動員9万5000人、興収1億2600万円を記録し、映画観客動員ランキング（興行通信社調べ）で初登場第3位となった。
10月14日には第26回釜山国際映画祭のA Window on Asian Cinema部門にて上映され、上映後のティーチインイベントでは瀬々がオンラインで参加し、現地の観客からのQ&Aにもこたえた。
第46回報知映画賞作品賞、また、第45回日本アカデミー賞優秀作品賞をはじめとした多数の部門優秀賞を受賞。
Blu-ray＆DVDが2022年4月22日に発売。

### キャスト
- 利根泰久：佐藤健
- 笘篠誠一郎：阿部寛
- 円山幹子：清原果耶
- 蓮田智彦：林遣都
- 三雲忠勝：永山瑛太[19]
- 城之内猛：緒形直人[19]
- 楢崎肇：岩松了[20]
- 鈴木将：波岡一喜[20]
- 笘篠紀子：奥貫薫[20]
- 菅野健：井之脇海[20]
- 宮原：宇野祥平[20]
- 支倉：黒田大輔[20]
- 宮園真琴：西田尚美[20]
- 国枝：千原せいじ[20]
- 春子：原日出子[20]
- カンちゃん：石井心咲[21]
- 東雲：鶴見辰吾
- 櫛谷貞三：三宅裕司
- 上崎岳大：吉岡秀隆
- 遠島けい：倍賞美津子

### スタッフ
- 原作：中山七里『護られなかった者たちへ』（NHK出版）
- 監督：瀬々敬久
- 脚本：林民夫、瀬々敬久
- 音楽：村松崇継
- 主題歌：桑田佳祐「月光の聖者達」（タイシタレーベル / ビクターエンタテインメント）[22]
- 製作代表：髙橋敏弘、千葉伸大
- エグゼクティブプロデューサー：吉田繁暁、遠藤日登思
- 企画・プロデュース：筒井竜平、福島大輔
- 撮影：鍋島淳裕
- 照明：かげつよし
- 録音：髙田伸也
- 編集：早野亮
- 美術：松尾文子
- 装飾：大原清孝
- VFX：立石勝
- スタイリスト：纐纈春樹
- 衣装：越智雅之
- ヘアメイク：那須野詞
- 記録：江口由紀子
- 制作担当：木村広志
- 助監督：海野敦
- ラインプロデューサー：阿部智大
- 配給：松竹
- 制作プロダクション：松竹撮影所東京スタジオ
- 企画：アミューズ
- 製作：映画「護られなかった者たちへ」製作委員会（松竹、アミューズ、木下グループ、トーハン、イオンエンターテイメント、NHK出版、松竹ブロードキャスティング）

### 受賞歴
- 第44回山路ふみ子映画賞[23][24]
  - 新人女優賞（清原果耶、『まともじゃないのは君も一緒』等と合わせて）
  - 映画功労賞（倍賞美津子）
- 第46回報知映画賞[16]
  - 作品賞
- 第34回日刊スポーツ映画大賞[25]
  - 助演女優賞（清原果耶）
- 第76回毎日映画コンクール[26][27]
  - 男優主演賞（佐藤健）
  - 女優助演賞（清原果耶）
- 第45回日本アカデミー賞[17][28]
  - 最優秀助演女優賞（清原果耶）
  - 優秀作品賞
  - 優秀監督賞（瀬々敬久）
  - 優秀脚本賞（林民夫、瀬々敬久）
  - 優秀主演男優賞（佐藤健）
  - 優秀助演男優賞（阿部寛）
  - 優秀撮影賞（鍋島淳裕）
  - 優秀照明賞（かげつよし）
  - 優秀音楽賞（村松崇継）
  - 優秀美術賞（松尾文子）
  - 優秀録音賞（高田伸也）
  - 優秀編集賞（早野亮）
- 第19回Asian Film Festival[29]
  - 最優秀女優賞（清原果耶）

## オーディオブック
2024年9月27日より、Audibleで配信された。ナレーターは山口恵。